# Thüringer Waldquell Mineralbrunnen GmbH
Thüringer Waldquell Mineralbrunnen GmbH är ett tyskt bryggeri som producerar Vita Cola. Vita Cola lanserades 1958 och var coladrycken i DDR. Företagets flaggskepp Vita Cola har mycket stor spridning i forna DDR men har även tagit sig in på marknaden i västra Tyskland.  